# Arcos de la Sierra
Arcos de la Sierra és un municipi de la província de Conca, a la comunitat autònoma de Castella-La Manxa. És proper a Castillejo-Sierra, Ribatajada, Ribatajadilla i Fresneda de la Sierra. Forma part del Parc Natural de la Serranía de Cuenca

## Administració
| Període      | Nom de l'alcalde/-essa   | Partit polític                                      | Data de possessió |
| ------------ | ------------------------ | --------------------------------------------------- | ----------------- |
| 1979 - 1983  | Aurelio Pozuelo García   | PCE                                                 | 19/04/1979        |
| 1983 - 1987  |                          |                                                     | 28/05/1983        |
| 1987 - 1991  |                          |                                                     | 30/06/1987        |
| 1991 - 1995  |                          |                                                     | 15/06/1991        |
| 1995 - 1999  |                          |                                                     | 17/06/1995        |
| 1999 - 2003  |                          |                                                     | 03/07/1999        |
| 2003 - 2007  | Timoteo Navalón Soria    | PSOE                                                | 14/06/2003        |
| 2007 - 2011  | Óscar Luis García Moreno | AEA (Agrupación de electores de Arcos de la Sierra) | 16/06/2007        |
| 2011 - 2015  | n/d                      | n/d                                                 | 11/06/2011        |
| 2015 - 2019  | n/d                      | n/d                                                 | 13/06/2015        |
| 2019 - 2023  | n/d                      | n/d                                                 | 15/06/2019        |
| Des del 2023 | n/d                      | n/d                                                 | 17/06/2023        |

## Mitjans de comunicació
Els principals mitjans de comunicació d'informació i comunicació dels ciutadans i famílies de la localitat són les entitats: Arcos de la Sierra. com, publicada amb el domini oficial, i Arcos de la sierra Web, constituïdes pels veïns, amics y familiars del poble.
Arcos de la sierra Web, la primera pàgina d'internet existent sobre aquest municipi, va ser creada a octubre de 2006 i va terminar tota la seua activitat a la xarxa 3 anys després. Fins que a octubre de 2009 aquests continguts van ser assignats a ArcosdelaSierra.com. Actualment, esta última, conté la major recopilació gráfico-històric-cultural mai feta abans a aquesta localitat.
Arcos de la Sierra. com